# Peter Erasmus Lange-Müller
Peter Erasmus Lange-Müller, född 1 december 1850 i Fredriksberg, död 26 februari 1926 i Köpenhamn, var en dansk tonsättare och vokallyriker. 

## Biografi
Lange-Müller studerade först statsvetenskap vid universitet i Köpenhamn, men övergick till musiken och fick utbildning vid musikkonservatoriet, främst i piano under Edmund Neupert. Musikstudierna fick emellertid avbrytas på grund av sjukdom och hans formella musikutbildning var därför bristfällig. Han intar genom en rik vokalproduktion en ledande ställning bland de danska senromantikerna. Han debuterade 1874 som tonsättare med ett häfte sånger och han medverkade samma år till stiftandet av Koncertforeningen, som i nästan tjugo år uppförde större musikverk, där Lange-Müller var meddirigent 1879-1883. 
Hans väsentligaste insats i dansk musik är troligen hans romanser, men också hans scenmusik och framför allt sagospelet Der var engang, komponerat 1885 till texter av Holger Drachmann, vars slutnummer är den så kallade Midsommervisen ("Vi elsker vort land") som ingår i Danmarks kulturkanon. Hans tre Madonnasange för blandad kör till text av Thor Lange framförs också ofta.
Lange-Müller invaldes som utländsk ledamot nr 199 av Kungliga Musikaliska Akademien 1904.

## Verk

### Scenisk musik
Alla uruppförda i Köpenhamn.

#### Operor
- Tove 1878 (egen text)
- Spanske Studenter 1883, Stockholm 1884.
- Fru Jeanna 1891. Text av Ernst von der Recke.
- Vikingeblod 1900. Stockholm 1904. Text av E. Christiansen.

#### Scenmusik
- I mester Sebalds Have 1880.
- Der var engang 1887. Stockholm samma år.
- Ved Bosporus 1895.
- Middelalderlig 1895.
- Renaissance 1901

### Verk för orkester
2 symfonier, 2 sviter, Violinkonsert i C-dur med mera.

### Körverk
- Novembersteming 1878.
- Tonernes Flugt 1878.
- Nils Ebbesen 1878.
- Tre Salmer 1883.
- Zwei Madonnalieder
- Agnete og Havmanden

Därutöver flera kantater.

### Övriga verk
Pianotrio i f-moll, Tre Fantasistykker för violin och piano, pianostycken samt omkring 250 sånger, däribland Naar Sol gaar ned ; Skumring ; Vandringsmandens Sange.

## Utmärkelser
- Riddare av Dannebrogorden,  1887
- Kommendör av Dannebrogorden,  1920
- Förtjänstmedaljen i guld,  1925

[Redigera Wikidata]